# Wola (Wołkowysk)
Wola (biał. Воля) – dzielnica Wołkowyska, na Białorusi, w obwodzie grodzieńskim, w rejonie wołkowyskim. Leży na zachodzie miasta, nad rzeką Roś po zachodniej stronie linii kolejowej.
Dawniej samodzielna wieś. W dwudziestoleciu międzywojennym leżała w Polsce, w województwie białostockim, w powiecie wołkowyskim, w gminie Biskupice. 16 października 1933 utworzyła gromadę Wola w gminie Biskupice. Po II wojnie światowej weszła w struktury ZSRR.